# الجحاح (ذي السفال)

تعديل مصدري - تعديل

الجحاح محلة تابعة لقرية العسكر، التابعة لعزلة السيف بمديرية ذي السفال إحدى مديريات محافظة إب في الجمهورية اليمنية، بلغ تعداد سكانها 100 حسب تعداد اليمن لعام 2004.